# Жашков
Жа́шков (укр. Жа́шків) — город в Черкасской области Украины. Входит в Уманский район; до 2020 года был административным центром Жашковского района.

## Географическое положение
Находится на речке Торче (левом притоке реки Горный Тикич).

## История
Жашков впервые упоминается в документах начала XVII века: 16 октября (по старому стилю) 1636 года — сообщение о том, что при впадении реки Козина Рудка в реку Рава Жашковская, выше Скибин Плотины заложено городище.
В 1655 году в районе поселения имела место Охматовская битва.
В 1664 году в поселении насчитывался 31 дом. По Андрусовскому миру 1667 года Жашков остался в составе Речи Посполитой.
После второго раздела Речи Посполитой в 1793 году поселение вошло в состав Российской империи, в 1840 году Жашков отнесен к разряду местечек.
В 1863 году здесь насчитывалось 226 домов и 1683 жителей.
По состоянию на 1894 год, Жашков являлся местечком Таращанского уезда Киевской губернии, в котором имелось 4230 жителей, сахарный завод, две ветряные мельницы и школа.
В феврале 1918 года установлена Советская власть, однако в дальнейшем Жашков оказался в зоне боевых действий гражданской войны. В конце 1922 года Жашков включили в Уманский уезд, а с апреля 1923 года он стал центром новообразованного Жашковского района Уманского округа.
3 сентября 1931 года здесь началось издание районной газеты.
После начала Великой Отечественной войны 19 июля 1941 года Жашков был оккупирован наступавшими немецкими войсками. 6 января 1944 года он был освобождён частями 1-го Украинского фронта РККА.
В 1952 году в селе Жашков действовали сахарный комбинат, два кирпичных завода, мельница, МТС, средняя школа, три семилетние школы, две начальные школы, Дом культуры, три клуба, два кинотеатра и несколько библиотек.
В 1956 году Жашков получил статус города.
В 1970 году численность населения составляла 13,8 тыс. человек, здесь действовали сахарный завод, завод по производству сухого молока и масла, кирпичный завод и краеведческий музей.
В 1980 году здесь действовали сахарный завод, маслозавод, два кирпичных завода, хлебный комбинат, промкомбинат, элеватор, межколхозная строительная организация, райсельхозтехника, дом быта, ПТУ, пять общеобразовательных школ, музыкальная школа, больница, два Дома культуры, пять библиотек, кинотеатр и два клуба.
В январе 1989 года численность населения составляла 16 484 человек, основой экономики являлись предприятия пищевой промышленности.
В мае 1995 года Кабинет министров Украины утвердил решение о приватизации находившейся в городе райсельхозхимии, в июле 1995 года — утвердил решение о приватизации сахарного комбината, в октябре 1995 года было утверждено решение о приватизации хлебозавода.

## Население
На 1 января 2013 года численность населения составляла 14 234 человека.

### Языковой состав
Родной язык населения по данным переписи 2001 года:
| Язык       | Численность, чел. | Доля     |
| ---------- | ----------------- | -------- |
| Украинский | 15 270            | 97,34 %  |
| Русский    | 314               | 2,00 %   |
| Другое     | 103               | 0,66 %   |
| Итого      | 15 687            | 100,00 % |

## Транспорт
Железнодорожная станция Юго-Западной железной дороги.

## Известные уроженцы
- Даян, Шмуэль (1891—1968) — израильский политик.
- Крамер, Сэмюэл (1897—1990) — американский шумеролог.
- Финланд, Максвелл (1902—1987) — американский инфекционист.
- Жашко, Тихон Макарович (1911—1989) — советский военный деятель, полковник (1943 год).
- Залищук, Светлана Петровна (род. 1982) — украинский политик.